# فيليب سيناك
فيليب سيناك (بالفرنسية: Philippe Sénac)‏ ولد في 3 ديسمبر 1952 في باريس، هو مؤرخ وعالم آثار فرنسي مختص في الغرب الإسلامي.

## السيرة الذاتية
فيليب سيناك متخرج من جامعة باريس السوربون أين تحصل فيها على شهادات الليسانس والأستاذية في التاريخ، كما تحصل على دكتوراه الدولة من جامعة تولوز جان جوريس. تحصل كذلك على شهائد في اللغة العربية من نفس الجامعة وكذلك معهد اللغات والحضارات الشرقية بباريس والمعهد الكاثوليكي في باريس.

عضو سابق في كازا فيلاسكيز، كان فيليب سيناك أستاذ تاريخ عصور وسطى في جامعة بيربينيان وجامعة باريس 8 وجامعة بواتيي وجامعة تولوز جان جوريس وجامعة باريس السوربون ومتدخل مبعوث في جامعة السوربون أبو ظبي وأستاذ زائر في جامعة غرناطة، وكذلك عضو في مخبر التابع للمركز الوطني الفرنسي للبحث العلمي. أدار أبحاث حول مناطق الالتقاء بين المسلمين ومسيحيي إسبانيا. كتب العديد من المقالات البحثية والمؤلفات حول العلاقات بين الغرب المسيحي والإسلام قبل الحملات الصليبية.
تقاعد فيليب سيناك اليوم كمدرس.

## المؤلفات
من بين المؤلفات التي نشرها فيليب سيناك، يوجد:
- 1980: المسلمون والسراسين في جنوب بلاد الغال من القرن الثامن إلى الحادي عشر (Musulmans et Sarrasins dans le Sud de la Gaule du VIIIe au xie siècle)
- 1981: صورة الآخر: غرب العصور الوسطي في مواجهة الإسلام (L'Image de l'autre : l'Occident médiéval face à l'Islam)
- 1982: البروفنس والقرصنة الإسلامية (Provence et piraterie sarrasine)
- 1999: العالم الإسلامي من الأصول إلى بداية القرن الحادي عشر (Le monde musulman des origines au début du xie siècle)
- 2000: الحدود والإنسان، من القرن الثامن إلى القرن الثاني عشر (La frontière et les hommes, VIIIe-xiie siècle)
- 2000: العلاقات بين بلاد الإسلام مع العالم اللاتيني (Relations des pays d'islam avec le monde latin) بالتشارك مع بيار غيشار
- 2002: الكارولنجيون والأندلس، من القرن الثامن إلى القرن التاسع (Les Carolingiens et al-Andalus, VIIIe-ixe siècle)
- 2005: المنصور (Al Mansur)
- 2015: شارلمان ومحمد: في إسبانيا (من القرن الثامن إلى التاسع) (Charlemagne et Mahomet : En Espagne (VIIIe-IXe siècles))
- 2018: 1064، بربشتر، الحرب المقدسة والجهاد في إسبانيا (1064. Barbastro. Guerre sainte et djihâd en Espagne) بالتشارك مع كارلوس لاليينا كوربيرا
- 2020: العملات المعدنية في العصور الوسطى المبكرة: التاريخ والآثار (شبه الجزيرة الأيبيرية والمغرب العربي من القرن السابع للقرن الحادي عشر) (Monnaies du haut Moyen Age : histoire et archéologie (péninsule Ibérique - Maghreb, VIIe-XIe siècle)) بالتشارك مع سيباستيان جاسك